# 칼 기어리
칼 기어리(Karl Geary, 1972년 5월 31일 ~ )는 미국의 배우, 연극 배우, 텔레비전 배우, 각본가이다.
더블린에서 태어났다.

## 영화
- 난 연쇄 살인범이 아니다 (2015년)
- 지미스 홀 (2014년) - 숀 역
- 아키알로지 오브 어 우먼 (2012년) - 존 역
- 스태그 나잇 (2008년)
- 버로워즈 (2008년)
- 새틀라이트 (2006년)
- 미믹 3 (2003년)
- 해피 히어 앤 나우 (2002년) - 에디 마스/톰 역
- 햄릿 2000 (2000년) - 호라티오 역
- 북 오브 스타스 (1999년)
- 몬타나 (1998년)
- 도플갱어 2 (1998년)
- 나디아 (1994년)